# Piovera
Piovera (piemontesisch Piòvra) ist eine Fraktion der italienischen Gemeinde (comune) Alluvioni Piovera in der Provinz Alessandria (AL), Piemont. 

## Geographie
Der Ort liegt etwa 11 km nordöstlich der Provinzhauptstadt Alessandria und etwa 5 km südlich des Po auf der orographisch rechten Flussseite des Tanaro.

## Geschichte
Piovera war bis 2017 eine eigenständige Gemeinde und bildet seit 1. Januar 2018 mit Alluvioni Cambiò die neu geschaffene Gemeinde Alluvioni Piovera, nachdem die Bewohner beider Gemeinden am 29. Oktober 2017 in einem Referendum dafür gestimmt hatten. Das ehemalige Gemeindegebiet umfasste eine Fläche von etwas mehr als 15 km².

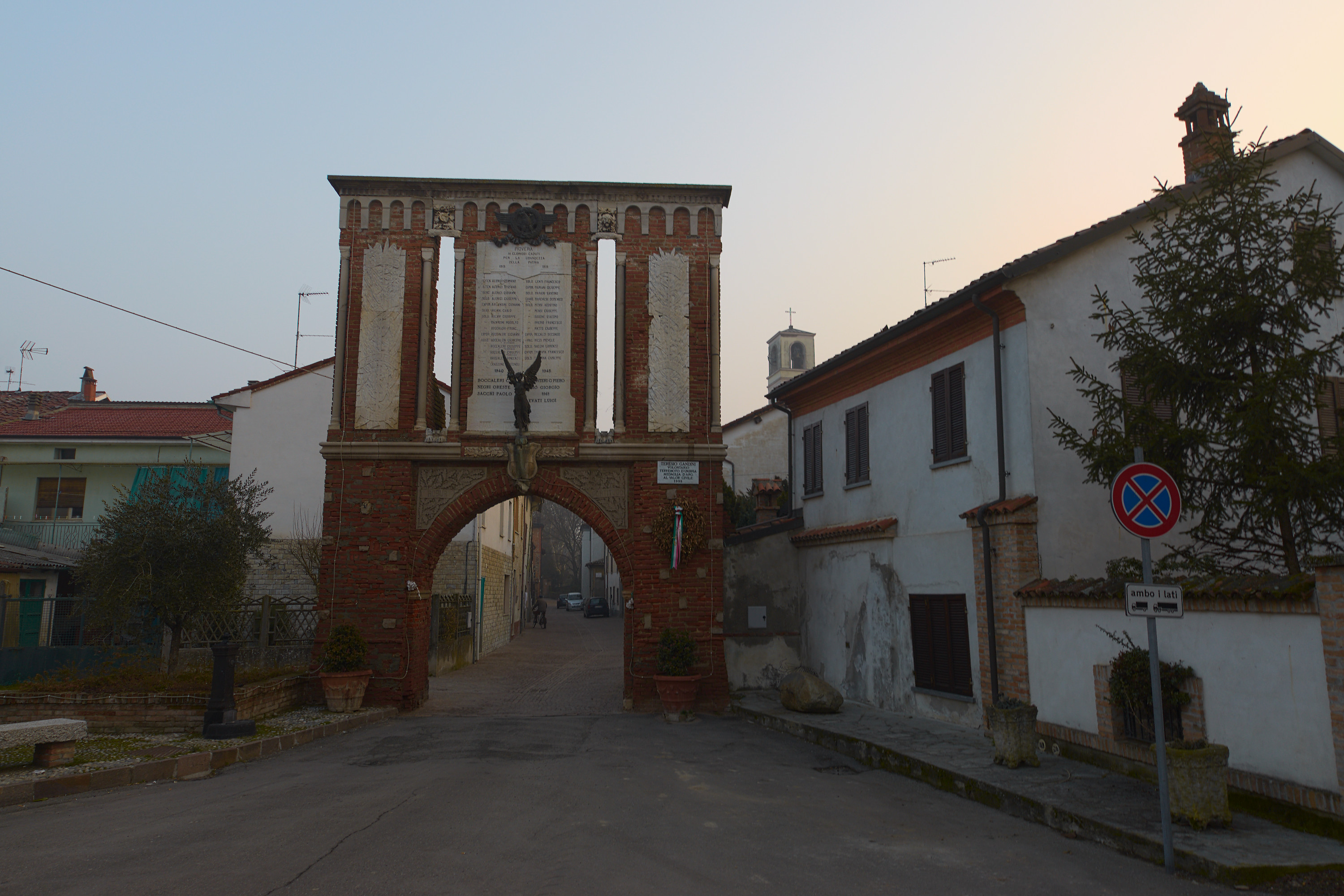
Das Stadttor von Piovera mit Kriegerdenkmal
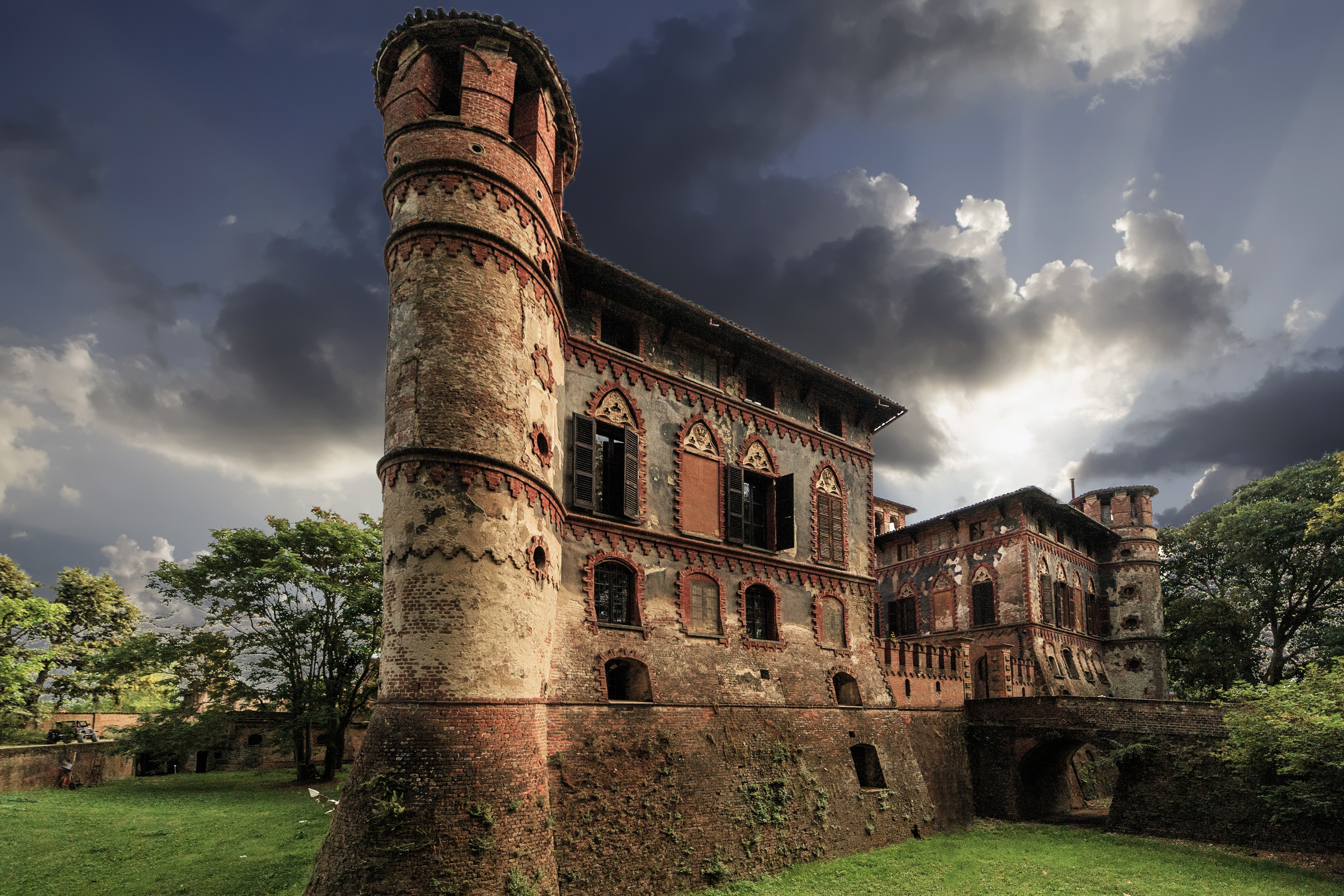
Castello di Piovera
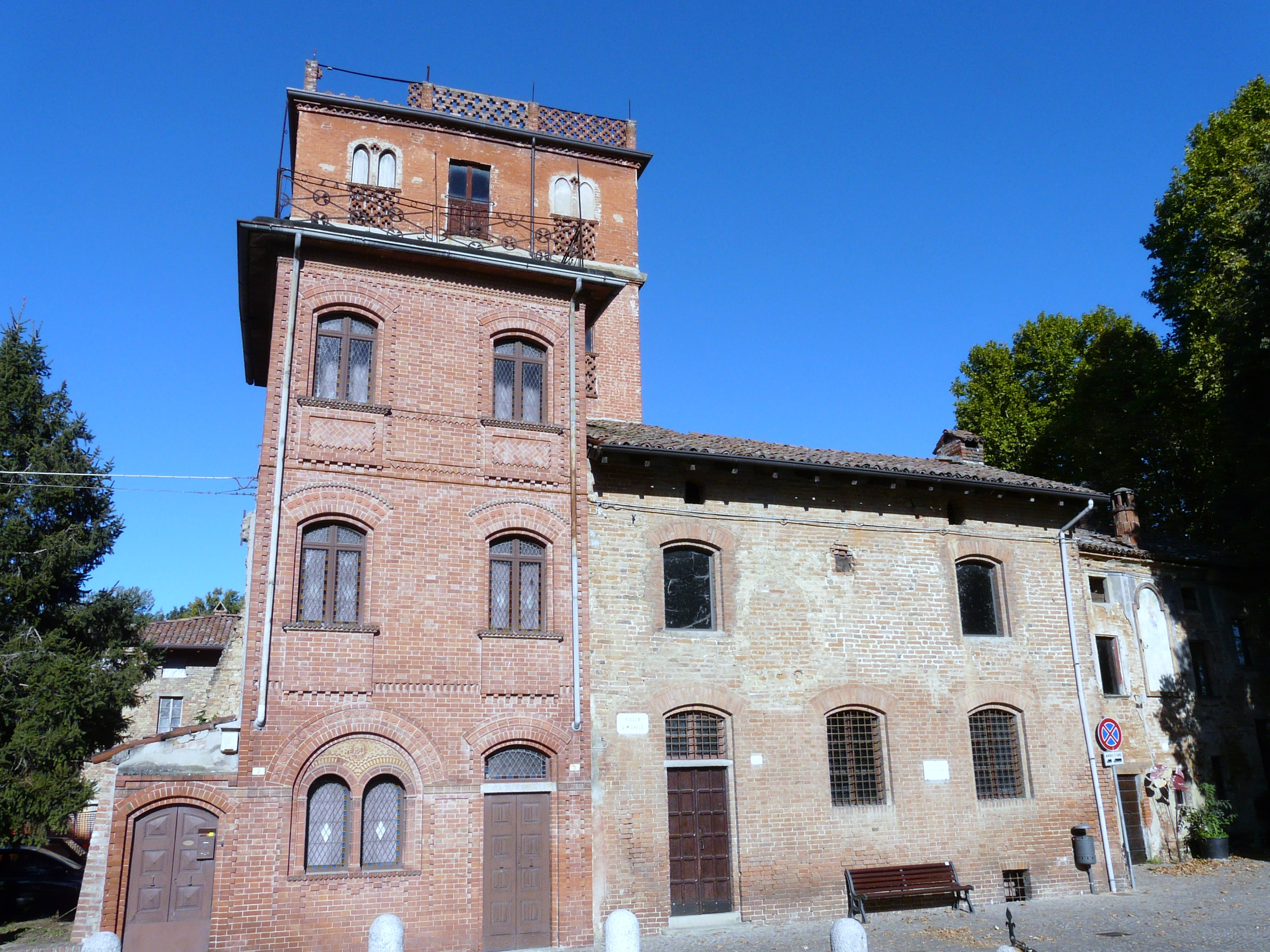
Palazzo Storico

## Sehenswürdigkeiten
- Castello di Piovera aus dem 14. Jahrhundert